# Paul Erker
Paul Erker (* 7. April 1959 in München) ist ein deutscher Historiker und Hochschullehrer.

## Leben
Er studierte Geschichte und Kommunikationswissenschaft an der Universität München, wo er 1987 zum Dr. phil. promoviert wurde. Danach arbeitete Erker als wissenschaftlicher Mitarbeiter bzw. Assistent in München und Berlin. Nach der Habilitation 2001 an der Universität München lehrt er dort als außerplanmäßiger Professor im Bereich der Wirtschafts- und Unternehmensgeschichte. Er arbeitet als freiberuflicher Unternehmenshistoriker.
Erker ist mit dem Buch Industrieeliten in der NS-Zeit (Passau 1994), einer Zeitgeschichte der Continental Aktiengesellschaft (Düsseldorf 1996) und Vom nationalen zum globalen Wettbewerb. Die deutsche und die amerikanische Reifenindustrie im 19. und 20. Jahrhundert (Paderborn 2005) als Wirtschaftshistoriker ausgewiesen. Er veröffentlichte 2020 die Darstellung Zulieferer für Hitlers Krieg. Der Continental-Konzern in der NS-Zeit.

## Schriften (Auswahl)
- Vom Heimatvertriebenen zum Neubürger. Sozialgeschichte der Flüchtlinge in einer agrarischen Region Mittelfrankens 1945–1955 (= Beiträge zur Wirtschafts- und Sozialgeschichte. Bd. 37). Steiner, Stuttgart 1988, ISBN 3-515-05287-9.
- Ernährungskrise und Nachkriegsgesellschaft. Bauern und Arbeiterschaft in Bayern 1943–1953. Klett-Cotta, Stuttgart 1990, ISBN 3-608-91333-5 (Zugl.: München, Univ., Diss., 1987).
- Industrieeliten in der NS-Zeit. Anpassungsbereitschaft und Eigeninteresse von Unternehmern in der Rüstungs- und Kriegswirtschaft 1936–1945. Rothe, Passau 1994, ISBN 3-927575-36-4.
- Wachsen im Wettbewerb. Eine Zeitgeschichte der Continental Aktiengesellschaft (1971–1996). Anläßlich des 125jährigen Firmenjubiläums. Düsseldorf 1996, ISBN 3-430-12548-0.
- Dampflok, Daimler, DAX. Die deutsche Wirtschaft im 19. und 20. Jahrhundert. DVA, Stuttgart 2001, ISBN 3-421-05485-1.
- mit Bernhard Lorentz: Chemie und Politik. Die Geschichte der Chemischen Werke Hüls, 1938 bis 1979. Eine Studie zum Problem der Corporate Governance. Beck, München 2003, ISBN 3-406-50962-2.
- Vom nationalen zum globalen Wettbewerb. Die deutsche und die amerikanische Reifenindustrie im 19. und 20. Jahrhundert. Paderborn 2005, ISBN 3-506-71788-X.
- mit Johannes Bähr: Bosch. Geschichte eines Weltunternehmens. Beck, München 2013, ISBN 978-3-406-63984-5.
- mit Johannes Bähr: NetzWerke – Die Geschichte der Stadtwerke München. Piper 2017, ISBN 978-3-492-05850-6
- Zulieferer für Hitlers Krieg. Der Continental-Konzern in der NS-Zeit. De Gruyter Oldenbourg, Berlin 2020, ISBN 978-3-11-064220-9.
- mit Nils Fehlhaber: 150 years Continental. The skill of transformation. De Gruyter Oldenbourg, Berlin 2021, ISBN 978-3-11-073695-3.
- Die chemische Fabrik Joh. A. Benckiser im Nationalsozialismus. Wallstein, Göttingen 2023, ISBN 978-3-8353-5062-5.